# Język kodava
Język kodava, kodagu (kannada: ಕೊಡವ ತಕ್‌ kodava takk) – język drawidyjski używany głównie przez grupę etniczną Kodava, zamieszkującą dystrykt Kodagu w indyjskim stanie Karnataka. Według danych z 2011 r. posługuje się nim 114 tys. osób.
Do początku XX w. był uważany za dialekt języka kannada. Jego status nie został dobrze ustalony; niewykluczone, że powinien być klasyfikowany jako więcej niż jeden język. W użyciu jest też język kannada, a w pewnym zakresie również angielski i malajalam.
W języku tym wydawane są gazety, istnieją programy telewizyjne i wideoklipy. Zapisywany jest najczęściej pismem kannada. 